# Henrik Sjöfararen
Henrik Sjöfararen (portugisiska: Infante Dom Henrique, också känd som Henrique o Navegador), född 4 mars 1394 i Porto, död 13 november 1460 i Sagres i Algarve, var en portugisisk prins, känd för att ha stöttat de första upptäcktsfärderna portugiserna gjorde i Atlanten och längs Afrikas västkust.

## Biografi
Prins Henrik var tredje son till Johan I av Portugal och Filippa av Lancaster. Sönerna fick undervisning i hemmet i borgen Castelo de São Jorge. Han var särskilt intresserad av matematik och den nya vetenskapen kosmografi. År 1415 drabbade pesten Lissabon och Filippa av Lancaster dog. Samma år erövrade kung Johan med sina tre söner den moriska hamnstaden Ceuta på södra sidan av Gibraltar sund. Henrik utmärkte sig under Slaget vid Ceuta den 14 augusti 1415 och utsågs till guvernör i Ceuta med ansvar för stadens försvar.

Prins Henriks vapensköld

Kungen och hans söner återvände till hamnstaden Tavira i östra Algarve. Sönerna dubbades till riddare, Edvard till hertig av Aviz, Peter till hertig av Coimbra och Henrik till hertig av Viseu.
1418 försökte emiren i Fez med hjälp av soldater från Granada återta Ceuta, men slogs tillbaka av den portugisiska garnisonen. Prins Henrik återvände till Portugal och blev guvernör i provinsen Algarve och stormästare i Kristusorden.

### Upptäcktsresor

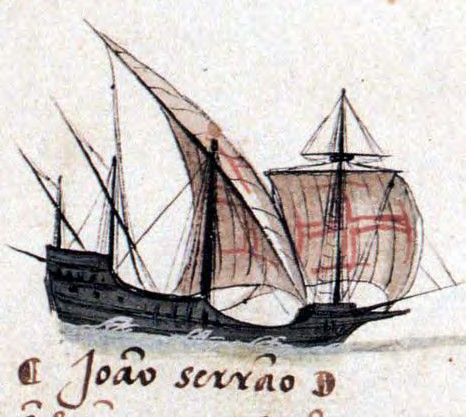
Portugisisk karavell

Prins Henrik var initiativtagare till flera av Portugals expeditioner; bland annat till Azorerna, Kap Verdeöarna, Senegal och Gambia.
Prins Henrik deltog inte själv i någon av expeditionerna, förutom några korta turer till Marocko, men han var organisatör och finansiär. Genom Kristusorden hade han obegränsade tillgångar till kapital. Motiven varierade: att frälsa hedningar men även att skaffa kryddor, guld och slavar.
Det var inledningsvis inte lätt för honom att sätta planerna i verket. Även om Kristusorden gav finansiellt stöd till företagen var det svårt att locka matroser då man allmänt fruktade för det livsfarliga "svarta vattnet" som enligt folktron skulle breda ut sig i söder. Därför kunde till en början inga långfärder på öppna havet företas. Man fick inskränka sig till att smyga sig fram utmed Afrikas västra kust och flytta fram målet från färd till färd.
I två årtionden bedrevs arbetet strängt och uthålligt. Resultatet av varje expedition blev vid hemkomsten vetenskapligt fastställt och nästa företag grundligt förberett. År 1431 lyckades man efter hårda strapatser kringsegla Kap Bojador. 1441 nådde man ända till Kap Blanco bortom Saharaöknen. På en ö anlades det första faktoriet på det afrikanska kolonialområdet och byteshandel inleddes med infödingarna. År 1445 lyckades slutligen Dinis Dias komma förbi det breda ökenbältet och nå Kap Verde. För första gången fick man nu se de afrikanska tropikerna.

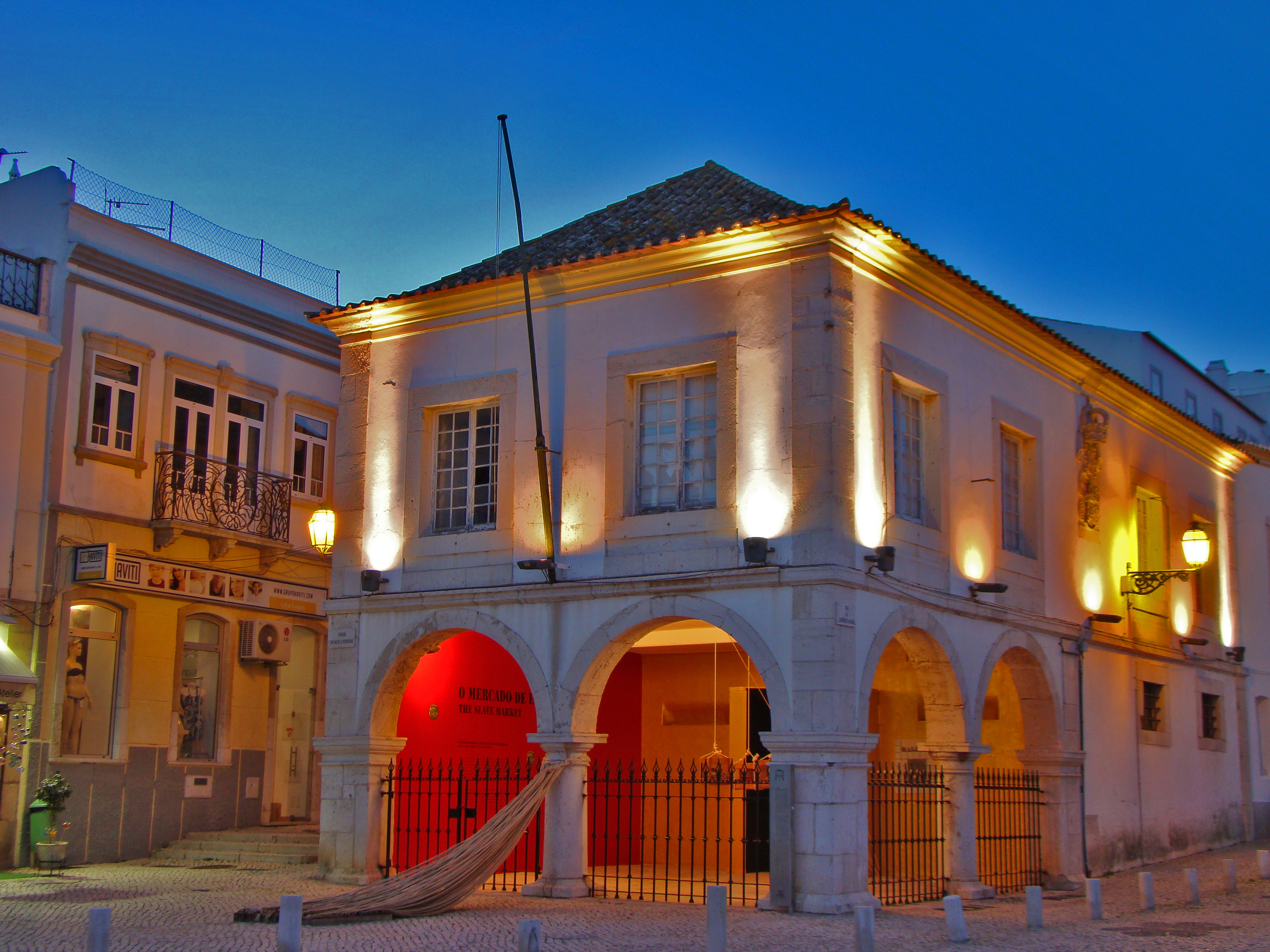
Lagos slavmarknad, byggd 1444

Expeditionerna utgick i regel från hamnstaden Lagos i västra Algarve. Från 1444 fördes många slavar in i Portugal och Lagos blev den första slavmarknaden i Europa.
Hans efterföljare João Serrão deltog i den första världsomseglingen endast 50 år efter Prins Henriks död.

## Sagres

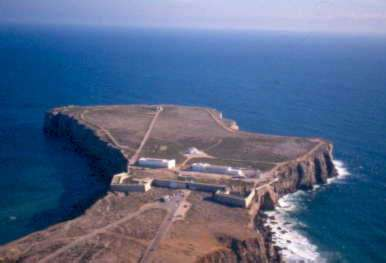
Klippudden Sagres

På den yttersta spetsen av Portugals sydvästra hörn ligger en enslig och ogästvänlig udde, Sagres. Hit kom prins Henrik enligt legenden år 1420 för att arbeta. Han grundade en sjöfartsskola med bibliotek och forskningscentrum. Han bjöd in och anställde sjömän, resenärer, kartritare och lärda av alla de slag. Var och en hade något att bidra med för att utveckla kunskaperna om sjövägar, navigation och skeppsbyggnad.

## Eftermäle

### Tillnamn
Under prins Henriks livstid kallades han Infante Dom Henrique de Avis (prins Henrik av Avis). Tillnamnet Sjöfararen myntades av två tyska historiker på 1800-talet och detta spreds även till England. I Portugal kallas han i regel Infante Dom Henrique.

### Minnesmärken och statyer

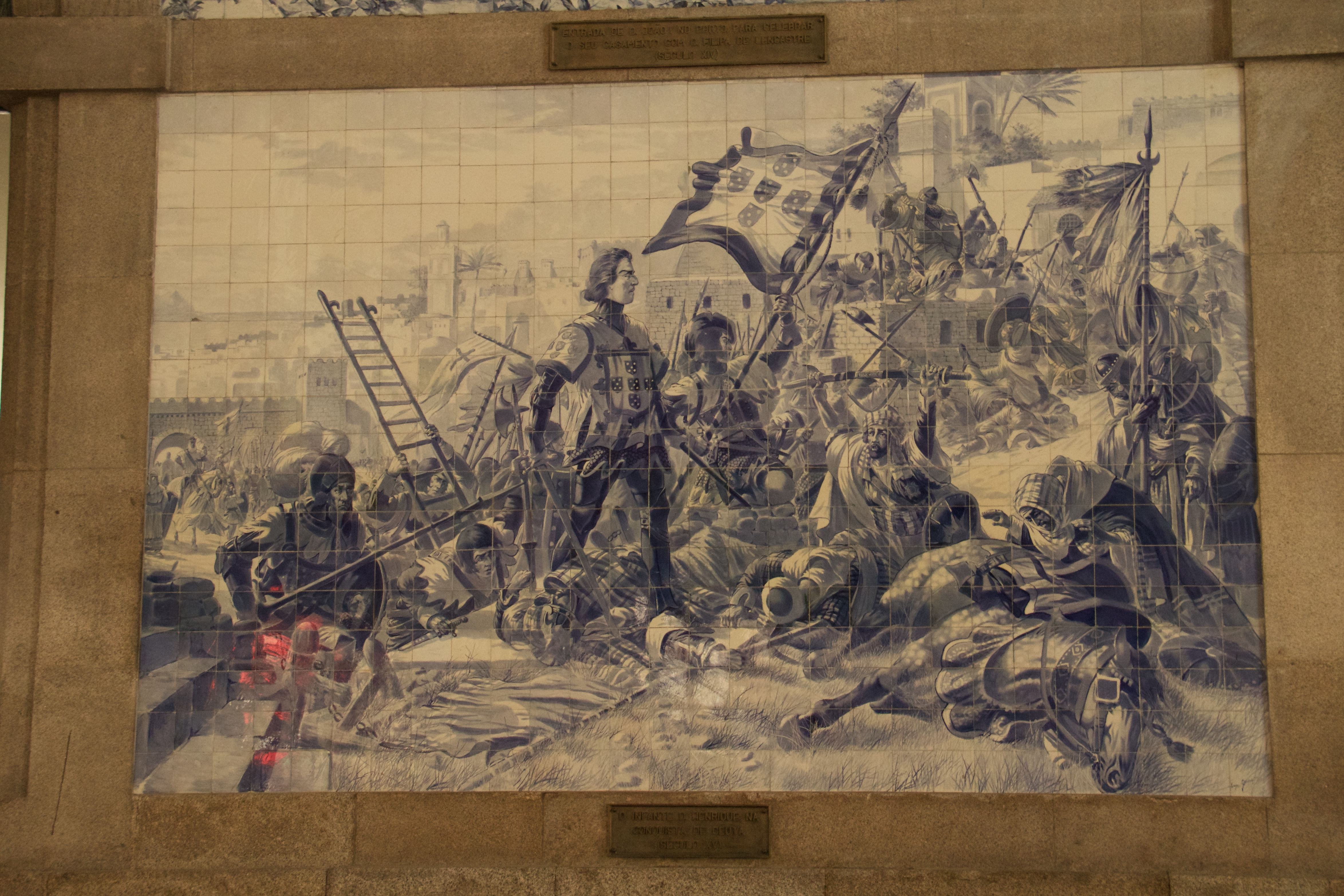
Henrik Sjöfararen erövrar Ceuta
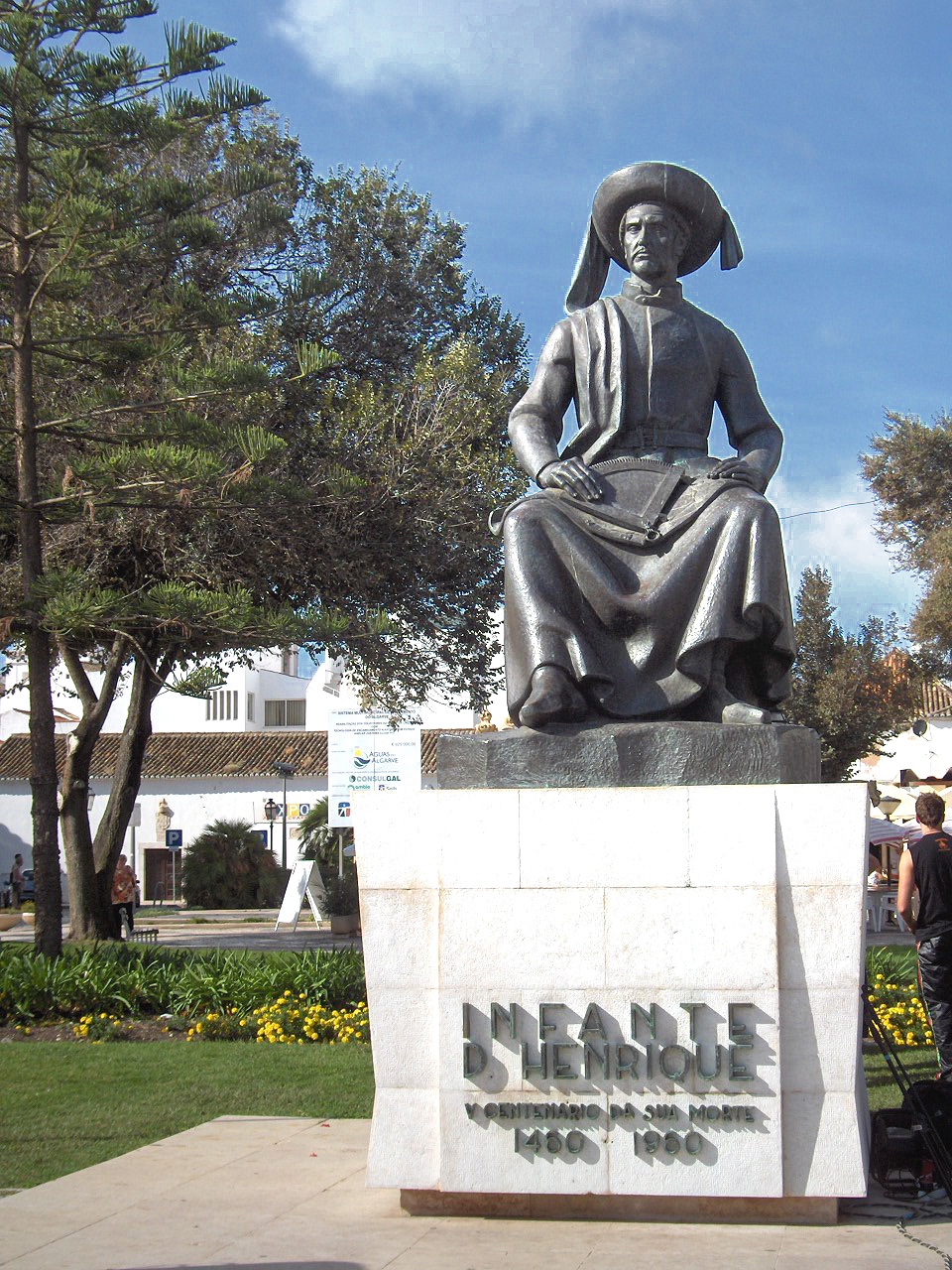
Staty i Lagos
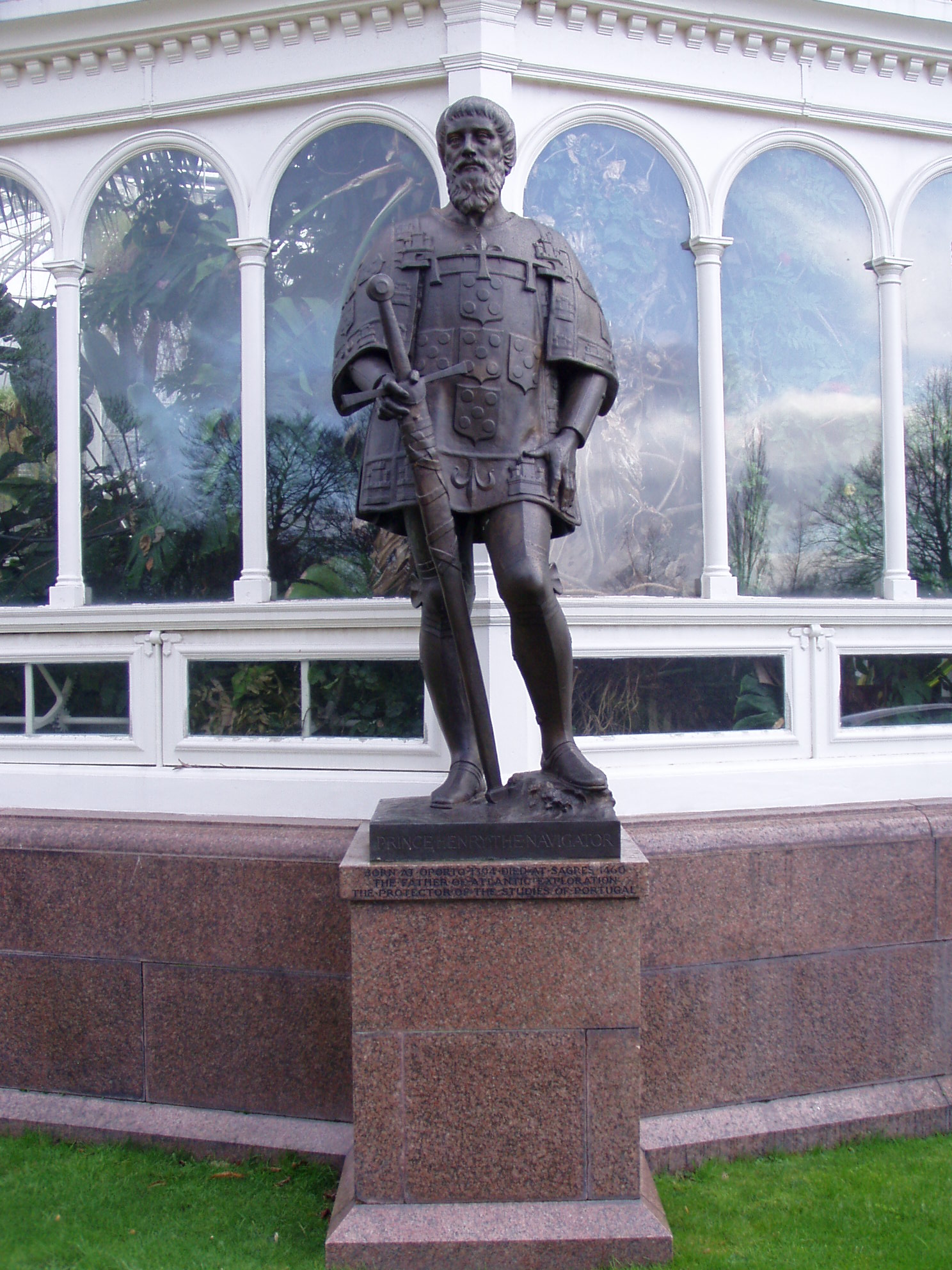
Staty i Liverpool
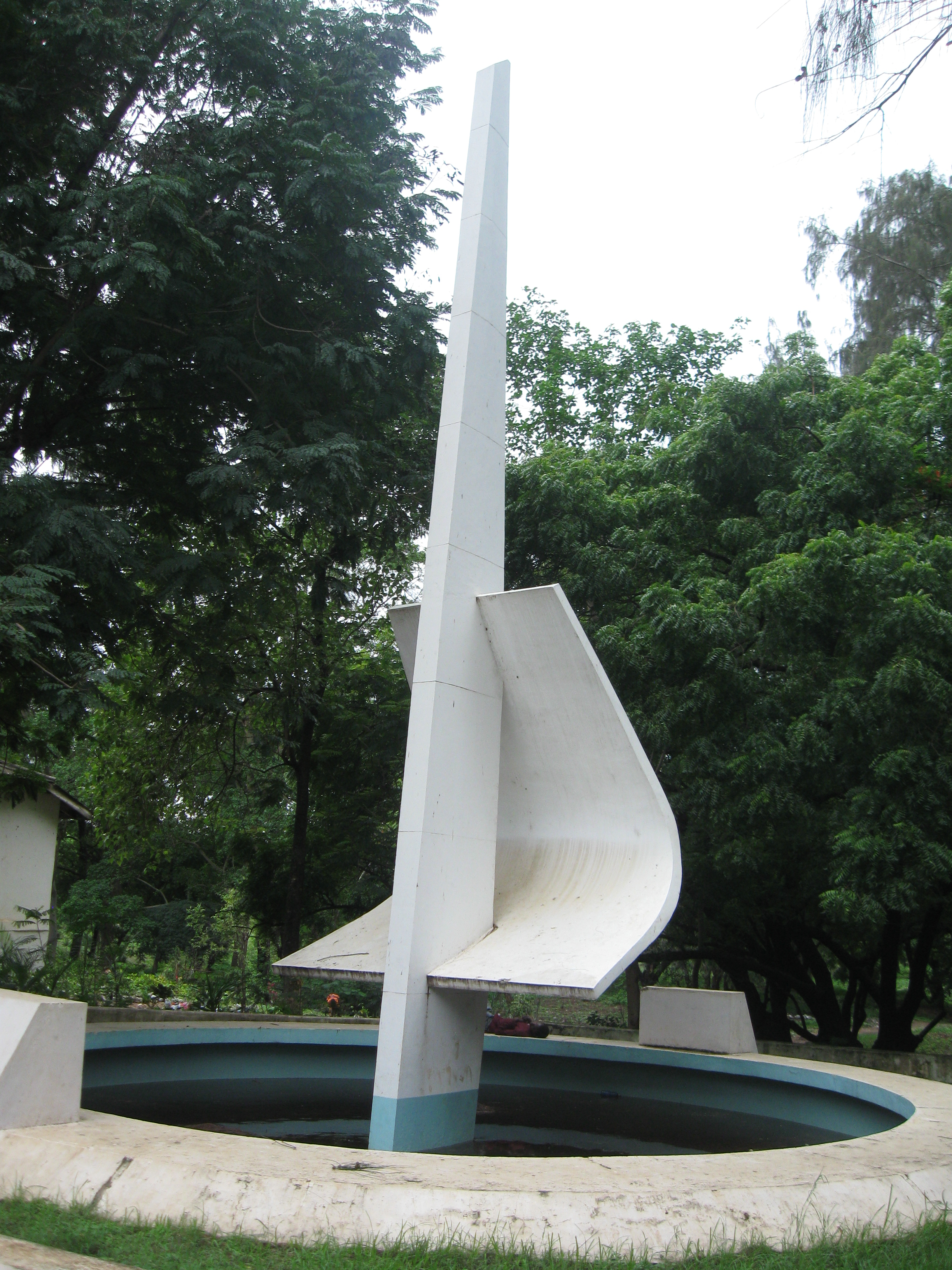
Staty i Malindi, Kenya
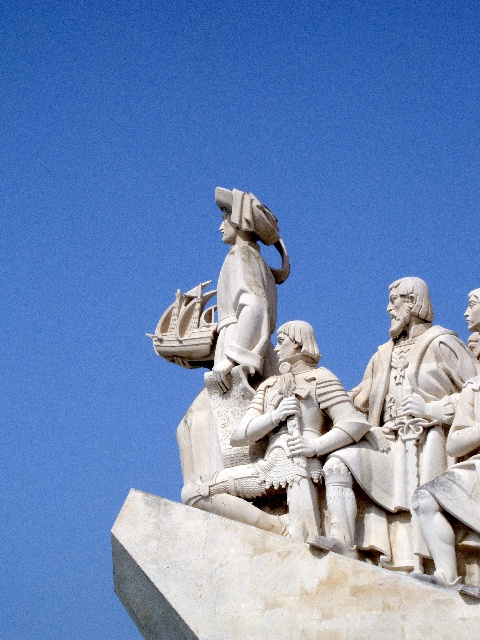
Upptäckarnas monument, Lissabon (Henrik Sjöfararen till vänster)